# Momm!!
『Momm!!』（モム）は、TBSテレビで2015年10月19日から2017年9月26日（火曜日、9月25日深夜）まで月曜版『テッペン!』枠で放送されていた音楽トークバラエティ番組である。
2016年3月29日の放送より『NEWS23』の月 - 木曜日の放送時間が23:00 - 翌0:10（ただし、23:55 - 翌0:10はローカルセールス枠）変更となるため、本番組は放送時間を17分繰り下げ、火曜0:10 - 0:55（月曜深夜）での放送となる。
2017年4月の放送より『NEWS23』の月 - 木曜日の放送時間が23:00 - 23:56に変更となるため、本番組は放送時間を14分繰り上げ、月曜23:56 - 翌0:55での放送となる。
2017年9月26日（25日深夜）をもって番組を終了（最終回は前夜の『NEWS23』が急遽30分拡大〈25日23:00 - 翌0:26〉となったため、30分繰り下げの0:26 - 1:25に放送）した。この番組の最終回をもって、『うたばん』から21年間にわたり続いたTBS製作による中居正広司会のレギュラー音楽番組は終了した。なお、中居は『音楽の日』など特番形式のものは引き続き司会を務めており、『テッペン!』枠内では次番組も続投。

## 概要
コンセプトは、「“リラックスモード”な新音楽番組」。
毎週、MCの中居正広の家に、音楽好きのお友達が数名とゲストが遊びに来て、プライベートなどの世間話やゲストの新曲などの音楽の話など、楽しくトークしたり、お友達がオススメ料理を作って振舞ったりするアットホームな設定の音楽番組。
また、番組後半に、お笑い芸人が登場して、ネタを披露するコーナーが行われる場合もある。
番組最後には、必ず全出演者で記念撮影をする。
スタジオは、洋風のリビングを模したセットとキッチンで構成されている。奥にはステレオがあり、更に、いくつかの音楽に関するポスターも貼られており、その中にはベートーヴェンやマイケル・ジャクソンなどのポスターもある。

## 2016年10月の番組改編から
- 2016年10月18日（17日深夜）の放送からスタジオセットがリニューアルした。コンセプトは「歌って踊って願いを叶える音楽番組」で、サポーターの応援を受けて挑戦者が願いを叶えるためにスタジオで歌を披露し、合格ライン（85点なら観客100人中85人以上が“良い”と思ったら合格）に達したら願いが叶えられる内容になった。

- 2016年11月8日（7日深夜）の放送のみサポーターの応援を受けて挑戦者が願いを叶えるためにスタジオで歌を披露し、暫定1位の点数を超えた1組のみオリジナルパフォーマンスを披露することができる内容になった。団体が暫定1位に輝いた場合は暫定1位席に座るのはリーダー格1名とメンバー3人程度で、暫定の点数を超えた団体はメンバー全員でオリジナルパフォーマンスを披露する。この放送回からプロのアーティストも出演する場合もある。

- 2016年11月15日（14日深夜）の放送からテーマ（2016年11月15日（14日深夜）で言えば切実な願いが有る人SP）を設け、挑戦者が歌やパフォーマンスを披露し、観客100人がジャッジ。4種類（60点・70点・80点・90点）の点数をくじ引きし、出た点数を合格点として、100人中合格点数分の人が“良い”と思ったら願いが叶えられる内容に再リニューアルされた。現金が欲しい場合はおひねりシステムが導入され、1人1000円でおひねりがあげられ、“良い”と思った人数×1000円の金額が獲得できるシステムが設けられた。再デビューしたい歌手は50点～69点で10秒・70点～89点でサビのみ・90点以上でワンコーラス・100点満点でフルコーラスと、点数によって曲を披露する時間に差が出る内容も導入された。サポーター出演は横尾渉(Kis-My-Ft2、舞祭組)・千賀健永（Kis-My-Ft2、舞祭組）・宮田俊哉（Kis-My-Ft2、舞祭組)・二階堂高嗣（Kis-My-Ft2、舞祭組）はほぼ毎週レギュラーで固定され、指原莉乃（当時HKT48）・渡辺麻友（当時AKB48）・山本彩（当時NMB48）・貴水博之・瀬川瑛子・前川清・松本伊代（2016年11月22日 - ）は放送内容によってはサポーター出演する回とサポーター出演しない回がある。

- 2016年12月6日（5日深夜）の放送から歌に自信のある人が集まり、「歌唱力No.1決定戦」を開始。挑戦者は事前にくじ引きで決定。
  - 審査方法
    - 第1段階:①一般審査員100人の減点方式②ゲスト審査員4人の採点で、一般審査員100人がもう聴きたくないと思ったらボタンを押し10人に達したら曲が強制終了。（例:100人中5人押した→95点）
    - 第2段階:②第1段階をクリアしたら合格で、ゲスト審査員1人10点（2017年からは20点）で採点。第1段階95点+第2段階2016年12月6日（5日深夜）の放送のゲスト審査員・前川清17点+川端要20点+渡辺麻友19点+宮田俊哉20点+横尾渉18点=94点→95点+94点=189点。
    - 第3段階:その中で優勝者に10万円が贈られる。2017年からは翌週の出演権も得られる。

- 2017年5月1日放送分からは最終回まではゲストの人生の中で印象に残った出来事とそれにともなう曲についてトークを行う。

## 出演者

### MC
- 中居正広

### 代役司会
2017年1月30日放送分
- 宮田俊哉
- 千賀健永

2017年2月6日放送分
- 横尾渉
- 二階堂高嗣

### アシスタント
- 江藤愛 （TBSアナウンサー）
- 林みなほ （TBSアナウンサー）（2016年5月中に二度ほど出演）

### お友達（トークゲスト）
- 毎週、異なる歌手・アイドル・芸人・モデル・俳優などの多岐にわたる異なるジャンルの芸能人が数名出演。

### ゲスト（ゲストアーティスト）
- 毎週、異なるゲストが1〜2組出演して、新曲などを披露する。

### 2016年10月18日（17日深夜） -  2017年3月28日（27日深夜）までのサポーター出演
- 山本彩（当時NMB48）
- 指原莉乃（当時HKT48）
- 渡辺麻友（当時AKB48）
- 横尾渉（Kis-My-Ft2）
- 千賀健永（同上）
- 宮田俊哉（同上）
- 二階堂高嗣（同上）
- 松本伊代（2016年11月22日 - ）
- 梅沢富美男（2016年12月13日 - ）
- 錦野旦（2017年2月27日 - ）

## ネット局と放送時間

### 2015年度
| 放送対象地域   | 放送局                    | 系列    | 放送時間（JST）              | 放送期間                       | 備考       |
| -------------- | ------------------------- | ------- | ---------------------------- | ------------------------------ | ---------- |
| 関東広域圏     | TBSテレビ（TBS）          | TBS系列 | 月曜 23:53 - 翌0:38          | 2015年10月19日 - 2016年3月22日 | 【制作局】 |
| 北海道         | 北海道放送（HBC）         | TBS系列 | 月曜 23:53 - 翌0:38          | 2015年10月19日 - 2016年3月22日 | 同時ネット |
| 岩手県         | IBC岩手放送（IBC）        | TBS系列 | 月曜 23:53 - 翌0:38          | 2015年10月19日 - 2016年3月22日 | 同時ネット |
| 宮城県         | 東北放送（TBC）           | TBS系列 | 月曜 23:53 - 翌0:38          | 2015年10月19日 - 2016年3月22日 | 同時ネット |
| 山形県         | テレビユー山形（TUY）     | TBS系列 | 月曜 23:53 - 翌0:38          | 2015年10月19日 - 2016年3月22日 | 同時ネット |
| 福島県         | テレビユー福島（TUF）     | TBS系列 | 月曜 23:53 - 翌0:38          | 2015年10月19日 - 2016年3月22日 | 同時ネット |
| 長野県         | 信越放送（SBC）           | TBS系列 | 月曜 23:53 - 翌0:38          | 2015年10月19日 - 2016年3月22日 | 同時ネット |
| 静岡県         | 静岡放送（SBS）           | TBS系列 | 月曜 23:53 - 翌0:38          | 2015年10月19日 - 2016年3月22日 | 同時ネット |
| 石川県         | 北陸放送（MRO）           | TBS系列 | 月曜 23:53 - 翌0:38          | 2015年10月19日 - 2016年3月22日 | 同時ネット |
| 岡山県・香川県 | 山陽放送（RSK）           | TBS系列 | 月曜 23:53 - 翌0:38          | 2015年10月19日 - 2016年3月22日 | 同時ネット |
| 愛媛県         | あいテレビ（itv）         | TBS系列 | 月曜 23:53 - 翌0:38          | 2015年10月19日 - 2016年3月22日 | 同時ネット |
| 大分県         | 大分放送（OBS）           | TBS系列 | 月曜 23:53 - 翌0:38          | 2015年10月19日 - 2016年3月22日 | 同時ネット |
| 中京広域圏     | CBCテレビ（CBC）          | TBS系列 | 月曜 23:53 - 翌0:43          | 2015年10月26日 - 2016年3月28日 | 遅れネット |
| 青森県         | 青森テレビ（ATV）         | TBS系列 | 月曜 23:58 - 翌0:43          | 2015年11月2日 - 2016年4月18日  | 遅れネット |
| 鹿児島県       | 南日本放送（MBC）         | TBS系列 | 火曜 0:05 - 0:50（月曜深夜） | 2015年11月3日 - 2016年3月22日  | 遅れネット |
| 富山県         | チューリップテレビ（TUT） | TBS系列 | 火曜 0:08 - 0:53（月曜深夜） | 2015年11月3日 - 2016年4月19日  | 遅れネット |
| 広島県         | 中国放送（RCC）           | TBS系列 | 木曜 23:53 - 翌0:38          | 2015年11月5日 - 2016年4月14日  | 遅れネット |
| 福岡県         | RKB毎日放送（RKB）        | TBS系列 | 火曜 0:35 - 1:20（月曜深夜） | 2015年11月10日 - 2016年4月23日 | 遅れネット |
| 近畿広域圏     | 毎日放送（MBS）           | TBS系列 | 金曜 1:59 - 2:44（木曜深夜） | 2015年11月13日 - 2016年4月1日  | 遅れネット |
| 山梨県         | テレビ山梨（UTY）         | TBS系列 | 土曜 0:40 - 1:25（金曜深夜） | 2016年1月23日 - 4月2日         | 遅れネット |
| 鳥取県・島根県 | 山陰放送（BSS）           | TBS系列 | 月曜 23:55 - 翌0:40          | 2016年3月28日 - 4月25日        | 遅れネット |

### 2016年度
| 放送対象地域   | 放送局                    | 系列    | 放送時間（JST）              | 放送期間                      | 備考                        |
| -------------- | ------------------------- | ------- | ---------------------------- | ----------------------------- | --------------------------- |
| 関東広域圏     | TBSテレビ（TBS）          | TBS系列 | 火曜 0:10 - 0:55（月曜深夜） | 2016年3月29日 -               | 【制作局】                  |
| 北海道         | 北海道放送（HBC）         | TBS系列 | 火曜 0:10 - 0:55（月曜深夜） | 2016年3月29日 -               | 同時ネット                  |
| 岩手県         | IBC岩手放送（IBC）        | TBS系列 | 火曜 0:10 - 0:55（月曜深夜） | 2016年3月29日 -               | 同時ネット                  |
| 宮城県         | 東北放送（TBC）           | TBS系列 | 火曜 0:10 - 0:55（月曜深夜） | 2016年3月29日 -               | 同時ネット                  |
| 山形県         | テレビユー山形（TUY）     | TBS系列 | 火曜 0:10 - 0:55（月曜深夜） | 2016年3月29日 -               | 同時ネット                  |
| 福島県         | テレビユー福島（TUF）     | TBS系列 | 火曜 0:10 - 0:55（月曜深夜） | 2016年3月29日 -               | 同時ネット                  |
| 静岡県         | 静岡放送（SBS）           | TBS系列 | 火曜 0:10 - 0:55（月曜深夜） | 2016年3月29日 -               | 同時ネット                  |
| 岡山県・香川県 | 山陽放送（RSK）           | TBS系列 | 火曜 0:10 - 0:55（月曜深夜） | 2016年3月29日 -               | 同時ネット                  |
| 愛媛県         | あいテレビ（itv）         | TBS系列 | 火曜 0:10 - 0:55（月曜深夜） | 2016年3月29日 -               | 同時ネット                  |
| 鹿児島県       | 南日本放送（MBC）         | TBS系列 | 火曜 0:10 - 0:55（月曜深夜） | 2016年3月29日 -               | 同時ネット                  |
| 福岡県         | RKB毎日放送（RKB）        | TBS系列 | 火曜 0:10 - 0:55（月曜深夜） | 2016年4月19日 -               | 同時ネット                  |
| 中京広域圏     | CBCテレビ（CBC）          | TBS系列 | 金曜 0:51 - 1:39（木曜深夜） | 2016年4月4日 -                | 遅れネット                  |
| 広島県         | 中国放送（RCC）           | TBS系列 | 木曜 0:40 - 1:25（水曜深夜） | 2016年4月21日 - 6月16日       | 遅れネット                  |
| 宮崎県         | 宮崎放送（MRT）           | TBS系列 | 金曜 0:00 - 0:45（木曜深夜） | 2016年4月22日 -               | 遅れネット                  |
| 近畿広域圏     | 毎日放送（MBS）           | TBS系列 | 金曜 1:59 - 2:44（木曜深夜） | 2016年4月22日 -               | 遅れネット                  |
| 長野県         | 信越放送（SBC）           | TBS系列 | 月曜 23:55 - 翌0:42          | 2016年4月25日 - 2017年3月27日 | 遅れネット                  |
| 石川県         | 北陸放送（MRO）           | TBS系列 | 火曜 0:00 - 0:45（月曜深夜） | 2016年4月26日 -               | 遅れネット                  |
| 富山県         | チューリップテレビ（TUT） | TBS系列 | 火曜 0:10 - 0:55（月曜深夜） | 2016年4月26日 -               | TBSと同時刻だが、遅れネット |
| 鳥取県・島根県 | 山陰放送（BSS）           | TBS系列 | 月曜 23:55 - 翌0:40          | 2016年5月2日 -                | 遅れネット                  |
| 大分県         | 大分放送（OBS）           | TBS系列 | 火曜 0:55 - 1:40（月曜深夜） | 2016年5月3日 -                | 遅れネット                  |
| 山梨県         | テレビ山梨（UTY）         | TBS系列 | 土曜 0:40 - 1:27（金曜深夜） | 2016年5月7日 -                | 遅れネット                  |
| 青森県         | 青森テレビ（ATV）         | TBS系列 | 月曜 23:58 - 翌0:43          | 2016年5月9日 -                | 遅れネット                  |
| 沖縄県         | 琉球放送（RBC）           | TBS系列 | 金曜 0:43 - 1:28（木曜深夜） | 2016年7月15日 -               | 遅れネット                  |

- あくまで全編ローカルセールス枠のため、同時ネット局であっても、編成の都合上、臨時非ネットとすることがある。
- プライムタイムの番組の枠拡大や前座番組『NEWS23』の直後にミニ枠編成のため、繰り下げスタートとなることがしばしばある。

## スタッフ
- ナレーター：増谷康紀
- 構成：野村正浩、若尾守重、美濃部達宏・播田ナオミ、矢島悦子、谷岡千江里
- TM：小澤義春
- 美術プロデューサー：中江大志
- 編成：中島啓介
- 宣伝：小林恵美子
- 技術協力：エヌ・エス・ティー、ティエルシー、ラ・ルーチェ、SJP INC.、TBSテックス、TAMCO
- 制作協力：クラリシオン、ファルコン、ボトム、シークマン
- MP：古谷英一（2016年10月24日 - 、以前は担当プロデューサー）
- TK：長谷川道子
- AD：米重絵理、松木秀祐、大村卓也、新井仙熙、桑原大智、菊池雄輔
- AP：久松理絵、遠藤英里、白山真穂、谷（や）田貝義行
- ディレクター・演出：伊藤大輔、岩本啓助、時松隆吉、柴田猛司、石井日出子、江口聡昭
- プロデューサー：大木真太郎
- 製作著作：TBS

### 過去のスタッフ
- ナレーター：佐々木優子
- 編成：岸田大輔
- 宣伝：鈴木慎治
- MP：志賀大士

## 関連番組
- うたばん
- ザ・ミュージックアワー
- カミスン!
- 火曜曲!
- Sound Room
- UTAGE!
- 音楽の日